# Johann (Nassau-Wiesbaden-Idstein)
Johann  (auch Johann II.) von Nassau-Wiesbaden-Idstein (* 1419; † 9. Mai 1480) war Graf von Nassau-Wiesbaden-Idstein.

## Familie

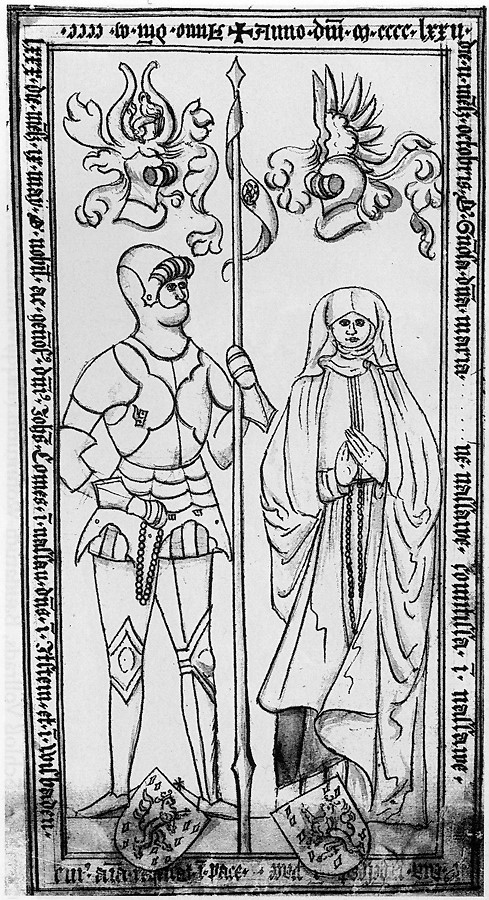
Johann von Nassau und Maria von Nassau (Zeichnung des nicht erhaltenen Grabmals von 1632)

Er war der älteste Sohn des Grafen Adolf II. von Nassau-Wiesbaden-Idstein (1386–1426) und dessen Frau Margaretha von Baden (1404–1442). Sein Bruder war als Adolf II. von 1461 bis 1475 Kurfürst und Erzbischof von Mainz.
Graf Johann heiratete am 17. Juni 1437 in Breda Gräfin Maria von Nassau (* 2. Februar 1418; † 11. Oktober 1472), eine Tochter des in den Niederlanden begüterten Grafen Engelbert I. von Nassau-Dillenburg (1370–1442) und der Johanna von Polanen (1392–1445), der Erbin von Breda. Aus der Ehe gingen folgende Kinder hervor: 
- Maria (* 1438; † 14. Januar 1480) heiratete um 1455 Graf Ludwig von Isenburg in Büdingen († 1511)
- Margarethe († 27. Mai 1486), Äbtissin im Kloster Klarenthal (1473–1486)
- Anna (* um 1442; † 1. März 1480) heiratete 1464 Graf Otto II. von Solms-Braunfels (1426–1504)
- Adolf III. (1443–1511), Graf von Nassau-Wiesbaden (1480–1509), Graf von Nassau-Wiesbaden-Idstein (1509–1511)
- Johann (* um 1445; † 27. Februar 1482), Kanoniker in Mainz und Lüttich
- Engelbert (* 1448; † 7. April 1508), Kanoniker in Köln, Mainz und Frankfurt
- Philipp (* 1450; † 16. Juni 1509), Graf von Nassau-Idstein (1480–1509), heiratete 1470 Pfalzgräfin Margarethe von Zweibrücken (* 10. Juli 1456; † 7. September 1527)[2][3]
- ? Bertha, Äbtissin im Kloster Klarenthal
- Anna, Nonne im Kloster Klarenthal

## Leben
Johann folgte seinem Vater 1426 in der Regierung der Grafschaft unter der Vormundschaft seiner Mutter. Bereits 1433 übernahm er die Regentschaft über Nassau-Wiesbaden-Idstein. Er nahm um 1460 am Krieg gegen die Kurpfalz zunächst auf Seiten des Mainzer Erzbischofs Diether von Isenburg, seines angeheirateten Verwandten, teil. Später unterstützte er dann aber, gegen den Isenburger, seinen Bruder Adolf im Kampf um den Mainzer Erzbischofstuhl. Im Jahre 1473 ließ Graf Johann die Bierstadter Warte errichten. Nach seinem Tod 1480 teilten seine Söhne Adolf III. und Philipp das ererbte Gebiet. Adolf bekam Wiesbaden und Philipp erhielt Idstein. Adolf III. vereinigte nach Philipps Tod 1509 Nassau-Wiesbaden-Idstein wieder in seiner Hand.